# Etiqueta autoadhesiva

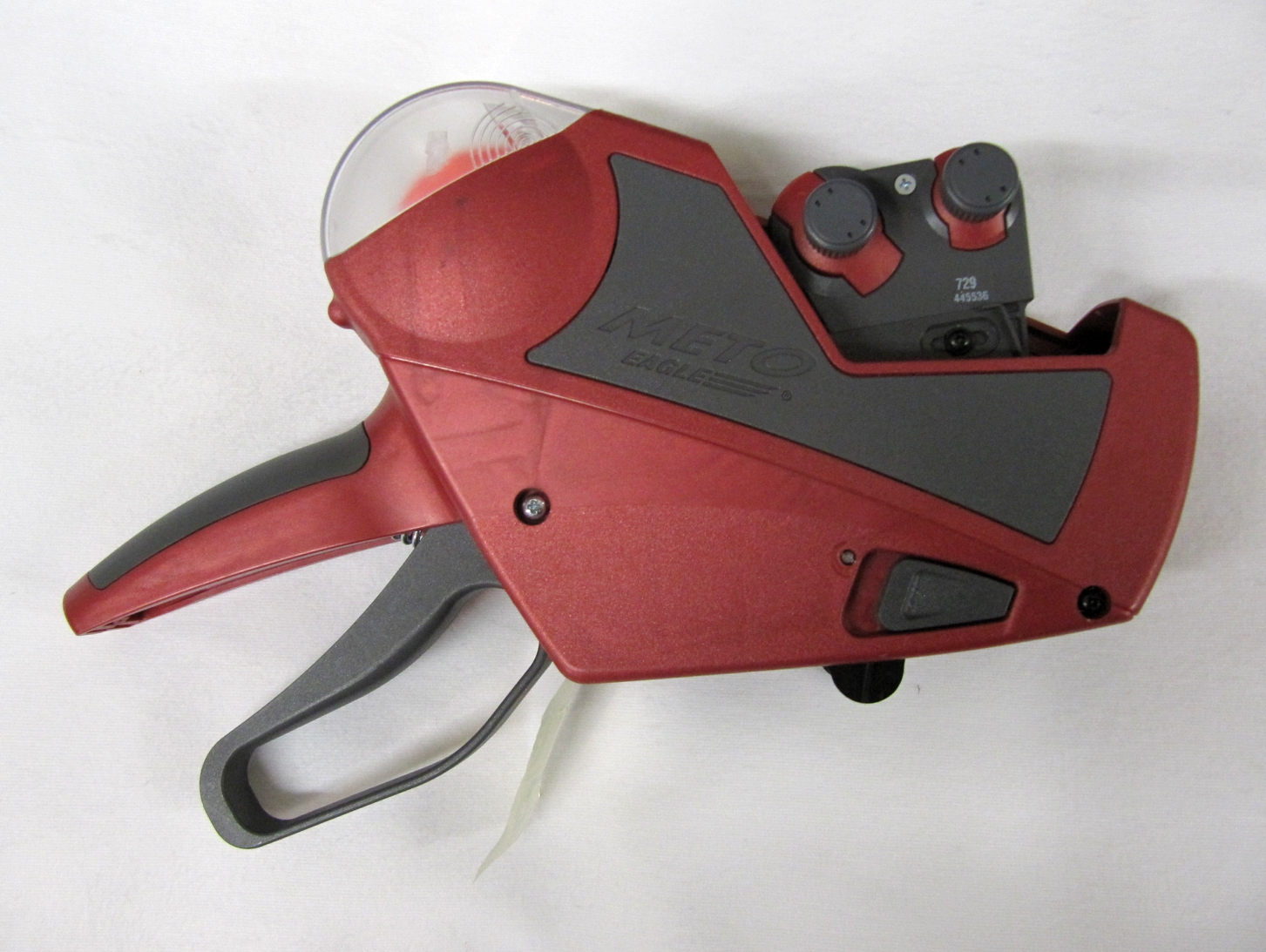
Marcador de precios "METO Eagle" para etiquetas de precios autoadhesivas al por menor

Una etiqueta autoadhesiva es una etiqueta creada por la empresa estadounidense Avery Dennison en los años 30 y sirve, entre otros, para identificar, informar, permitir la trazabilidad (RFID) e incluso indicar si un producto se encuentra en la temperatura indicada o dentro de la caducidad. (datos Plunkett, 2008) .. Se trata de un material compuesto de varias capas, que en su forma más sencilla consiste en la etiqueta real, una capa adhesiva, una capa de silicona y el papel de soporte. 

## Historia

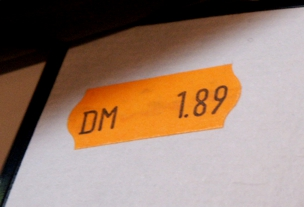
Etiqueta de precio autoadhesiva en DM

Las primeras etiquetas adhesivas aparecieron durante la Segunda Guerra Mundial, de la mano de Avery Dennison se utilizaron por primera vez en forma de hoja. Su empresa de nueva creación, durante la guerra, Avery Dennison Corporation (Avery), se estableció en Inglaterra con el fin de crear una nueva línea de materiales basada en etiquetas adhesivas (Pasiuk, 2006). Avery en 2009 opera en 39 países con unas 200 fábricas y oficinas (Corbett, 2004, p. 217).  En 2009, es posible utilizar etiquetas adhesivas en prácticamente todas las líneas de negocio. Cervezas premium, cosméticos, productos de higiene personal y farmacéuticos, etc. (Pasiuk, 2006, p.21) . 
Para un uso industrial económico, era necesario llevar las etiquetas en forma procesable por máquina. Este objetivo se logró con el desarrollo de etiquetas autoadhesivas en rollos. El uso industrial de las etiquetas en rollo empezó a principios de los años 50; pero no fue hasta después de 1960 cuando fueron muy utilizados.
Pocos años después, se desarrollaron y ofrecieron varios dispositivos para el sector no industrial, con los que se podían producir etiquetas autoadhesivas individuales en pequeñas cantidades. Con los primeros dispositivos (dispositivos de relieve), las letras de la palabra a crear se colocaban una tras otra y se transferían por presión manual a una cinta de plástico estable con una capa adhesiva en la parte posterior, de forma similar a cómo la rueda de margarita de una máquina de escribir. trabajado. La cinta de plástico, que tenía una película de soporte en la parte trasera, se ajustó después de imprimir cada letra. Las correas de plástico siempre tenían un color inherente oscuro, y las letras en relieve siempre aparecían blancas a causa del estiramiento del material. Después de eliminar la película de soporte, las etiquetas autoadhesivas podrían pegarse al lugar deseado una vez finalizadas.

## Fabricación

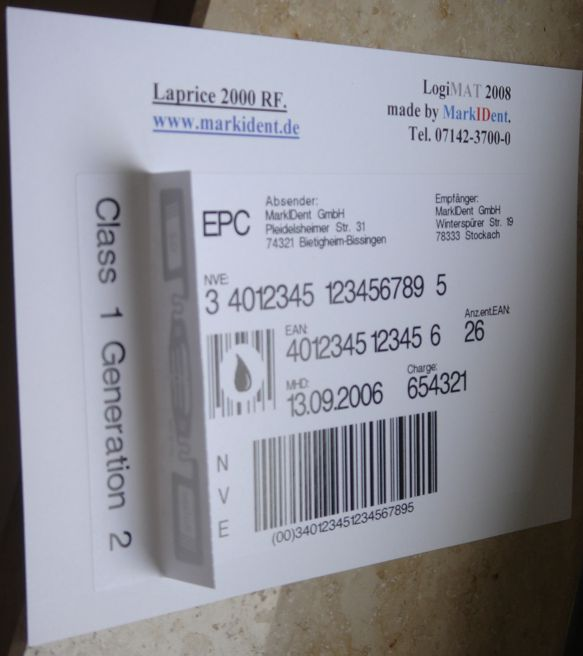
Etiqueta identificadora

Las etiquetas autoadhesivas en forma de rollo se producen en máquinas de impresión de rollos en imprentas especialmente equipadas. En principio, se llevan a cabo los siguientes pasos de trabajo:
- El material de etiqueta se produce en forma de rollos grandes ("rollos madre") en una empresa de recubrimientos o en un fabricante de material.
- Estos rollos, que suelen adquirir las impresoras como material de partida, se alimentan en la máquina de impresión y se desarrollan.
- A continuación, la etiqueta se perfora en la máquina de impresión, es decir, las capas superiores del material compuesto (material superior) se cortan según el contorno de la etiqueta posterior.
- En el siguiente paso, también en la imprenta, la llamada cuadrícula se quita y enrolla. Éste es el exceso de material alrededor de las etiquetas.
- En el último paso de la máquina de impresión, las etiquetas impresas y perforadas,

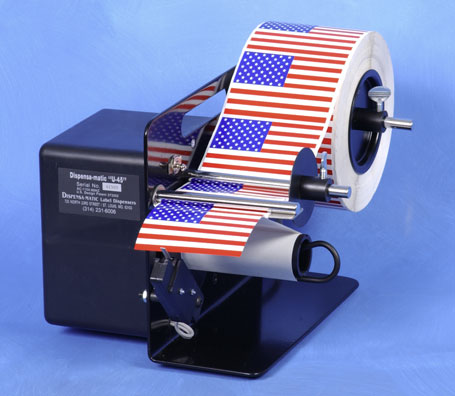
Un dispensador de etiquetas típico

## Dispensadores
Las etiquetas pueden suministrarse por separado o en rollo u hoja. Muchas etiquetas están preimpresas por el fabricante. Otros tienen la impresión aplicada manual o automáticamente en el momento de la solicitud. Se pueden utilizar aplicadores especializados de impresoras de etiquetas de alta velocidad para aplicar etiquetas en los paquetes; estos y otros métodos pueden estar sujetos a estándares reconocidos. 
Algunas etiquetas tienen capas protectoras, laminados o cinta para cubrirlas después de aplicar la impresión final. Esto es a veces antes de la aplicación ya veces después. Las etiquetas suelen ser difíciles de pelar y aplicar. Un dispensador de etiquetas puede acelerar esta tarea. 

## Áreas de aplicación

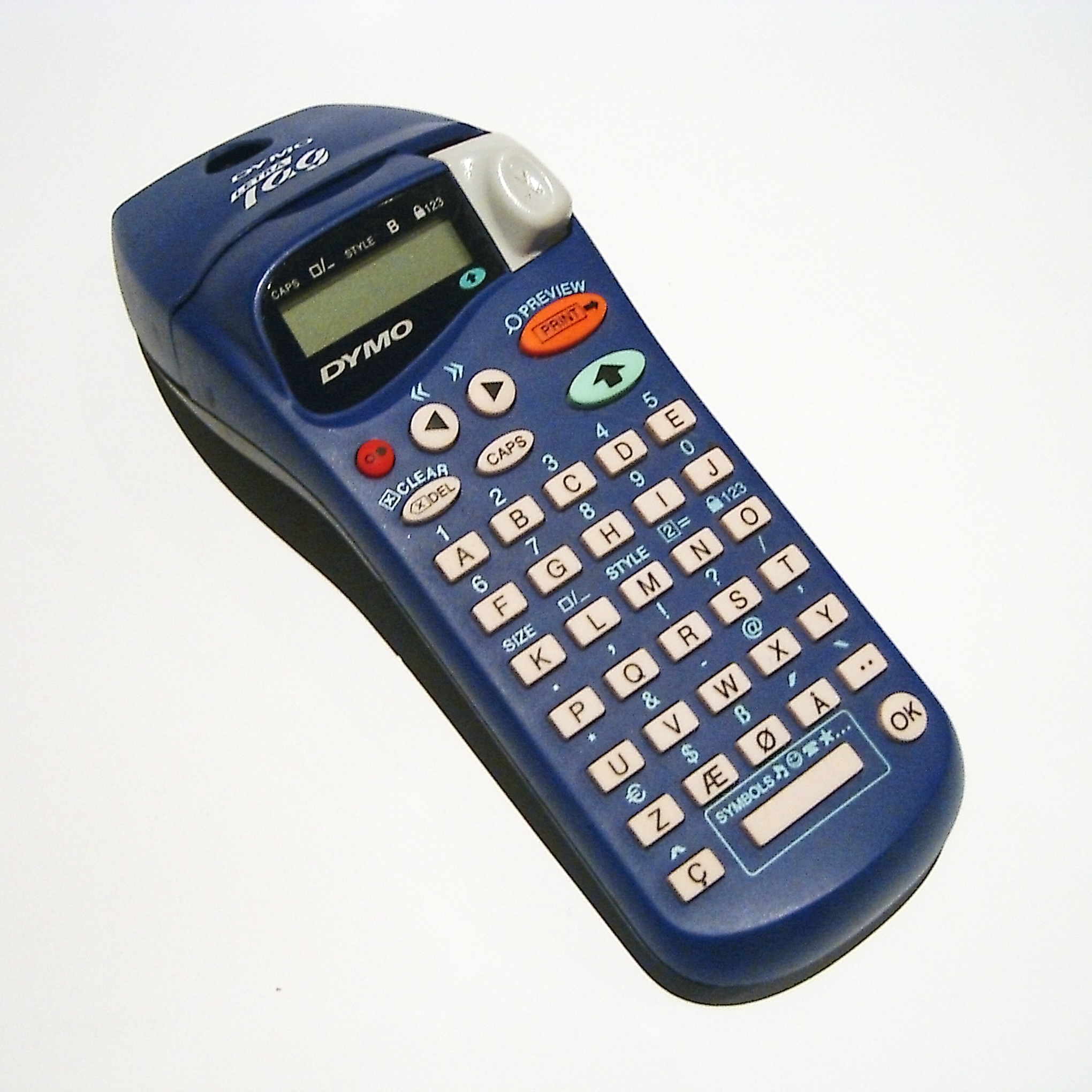
Dispositivo para la producción de etiquetas autoadhesivas en el sector privado

Hoy en día, las etiquetas autoadhesivas se utilizan principalmente en la industria del envasado. En comparación con las etiquetas adhesivas, las etiquetas autoadhesivas están hechas con una variedad de materiales de alta calidad y con una alta calidad de impresión. Por tanto, son especialmente adecuadas para la decoración de productos de alta calidad en las industrias alimentarias, cosméticas, farmacéuticas y químicas, así como en muchos otros sectores. A menudo las etiquetas forman parte del diseño del producto, proporcionan información sobre el producto, contienen datos específicos de la producción, pueden ser portadores de información en logística o tener una función técnica dentro de los envases. Las etiquetas se utilizan a menudo para permitir un alto grado de flexibilidad en la industria del envasado. En muchos casos, el almacenamiento de embalajes o materiales de embalaje específicos del producto puede reducirse al mínimo, lo que conlleva un ahorro en los costes de envasado. Por regla general, las etiquetas autoadhesivas no compiten con las etiquetas de pegamento, pero existen solapes en algunos sectores, como la industria de las bebidas. Otras alternativas en la etiqueta adhesiva son el proceso en molde y la funda. Además, se utilizan etiquetas para la identificación de inventario, como instrucciones de seguridad en zonas peligrosas o en el transporte y envío. La etiqueta también se utiliza ampliamente en el entorno sanitario, pe para la identificación de muestras y expedientes o para prescripciones de medicamentos. 